# 中筋村 (京都府何鹿郡)
中筋村（なかすじむら）は、京都府何鹿郡にあった村。現在の綾部市中心部の西方、由良川の左岸、山陰本線・高津駅の周辺にあたる。

## 地理
- 山岳：四尾山、甲ヶ岳、高嶽
- 河川：由良川

## 歴史
- 1889年（明治22年）4月1日 - 町村制の施行により、大島村・延村・岡村・高津村・安場村の区域をもって発足。
- 1950年（昭和25年）8月1日 - 綾部町・吉美村・山家村・西八田村・東八田村・口上林村と合併して綾部市が発足。同日中筋村廃止。

## 村長
- 初代 羽室嘉右衛門（1889年5月 - 1894年5月）

## 交通

### 鉄道路線
村域を日本国有鉄道の山陰本線が通過したが、駅は所在しなかった。現在は高津駅が所在するが、当時は未開業。